# Studios Photosonor
Aux studios Photosonor sont tournés de nombreux films de 1933 à 1961
. Les studios sont situés  à Courbevoie, en bord de Seine, quai du Président-Paul-Doumer. Dans les années 1930, Photosonor produit quelques films, comme, en 1933, La Maternelle et, en 1934, Maternité, de Jean Choux
.
Pendant la seconde guerre mondiale, les tournages se poursuivent sous l'occupation allemande, jusqu'à ce qu'un bombardement allié au 31 décembre 1943, y fasse de nombreuses victimes et détruise les studios. Les tournages reprennent leur rythme en 1947.
Le dernier film tourné chez Photosonor est L'Année dernière à Marienbad, en 1961
. 

## Longs métrages français
| Titre                                  | Réalisation                      | Année        |
| -------------------------------------- | -------------------------------- | ------------ |
| La Maternelle (film, 1933)             | Jean Benoit-Lévy & Marie Epstein | 1933         |
| Les Deux Papas                         | Charles-Félix Tavano             | 1934         |
| Les Ailes blanches                     | Robert Péguy                     | 1943         |
| L'Héroïque Monsieur Boniface           | Maurice Labro                    | 1949         |
| Ces dames préfèrent le mambo           | Bernard Borderie                 | 1959         |
| La Marraine de Charley (film, 1959)    | Pierre Chevalier                 | 1959         |
| Courte Tête                            | Norbert Carbonnaux               | 1956         |
| Mon frangin du Sénégal                 | Guy Lacourt                      | 1953         |
| Mademoiselle Swing                     | Richard Pottier                  | 1942         |
| Le Costaud des Batignolles             | Guy Lacourt                      | 1952         |
| Pas de vacances pour Monsieur le Maire | Maurice Labro                    | 1951         |
| Sur le banc                            | Robert Vernay                    | 1954         |
| Chéri, fais-moi peur                   | Jack Pinoteau                    | 1958         |
| En effeuillant la marguerite           | Marc Allégret                    | 1956         |
| Jusqu'au dernier                       | Pierre Billon                    | 1957         |
| Nathalie                               | Christian-Jaque                  | 1957         |
| La Môme vert-de-gris                   | Bernard Borderie                 | 1952         |
| Les Impures                            | Pierre Chevalier                 | 1954         |
| Les Aristocrates                       | Denys de La Patellière           | 1955         |
| Les carottes sont cuites               | Robert Vernay                    | 1956         |
| Le Feu dans la peau                    | Marcel Blistène                  | 1954         |
| Gueule d'ange                          | Marcel Blistène                  | 1955         |
| Le Cas du docteur Laurent              | Jean-Paul Le Chanois             | 1957         |
| La Putain respectueuse                 | Charles Brabant, Marcel Pagliero | 1952         |
| Mademoiselle s'amuse                   | Jean Boyer                       | 1948         |
| Du rififi chez les hommes              | Jules Dassin                     | 1955         |
| Les aventures de Casanova              | Jean Boyer                       | 1947         |
| La Bande à papa                        | Guy Lefranc                      | 1956         |
| Le Grand bluff                         | Patrice Dally                    | 1957         |
| Mandrin                                | René Jayet                       | 1947 et 1948 |
| Mon phoque et elles                    | Pierre Billon                    | 1950         |
| Sous le ciel de Paris (film)           | Julien Duvivier                  | 1951         |
| Rendez-vous à Grenade                  | Richard Pottier                  | 1951         |
| Brelan d'as                            | Henri Verneuil                   | 1952         |
| Cette sacrée gamine                    | Michel Boisrond                  | 1956         |
| Rafles sur la ville                    | Pierre Chenal                    | 1958         |
| L'année dernière à Marienbad           | Alain Resnais                    | 1961         |